# Économie de la Pologne
L’économie de la Pologne a subi de profonds changements qui ont affecté, à des rythmes divers, tous les secteurs, dans le but de se préparer pour l'adhésion à l'Union européenne, dont les négociations ont démarré dès 1994. Au sortir de quarante-cinq années de communisme la Pologne est passée, presque sans transition, d'une économie collectiviste à une économie de marché. 
La Pologne a été intégrée dans l'Union européenne le 1er mai 2004 et est devenue l'une des économies les plus dynamiques d'Europe. C'est le seul État de l'Union européenne à ne pas avoir connu la récession lors de la crise économique de 2008-2010.

## Histoire économique

### L'économie agricole (1918-1944)

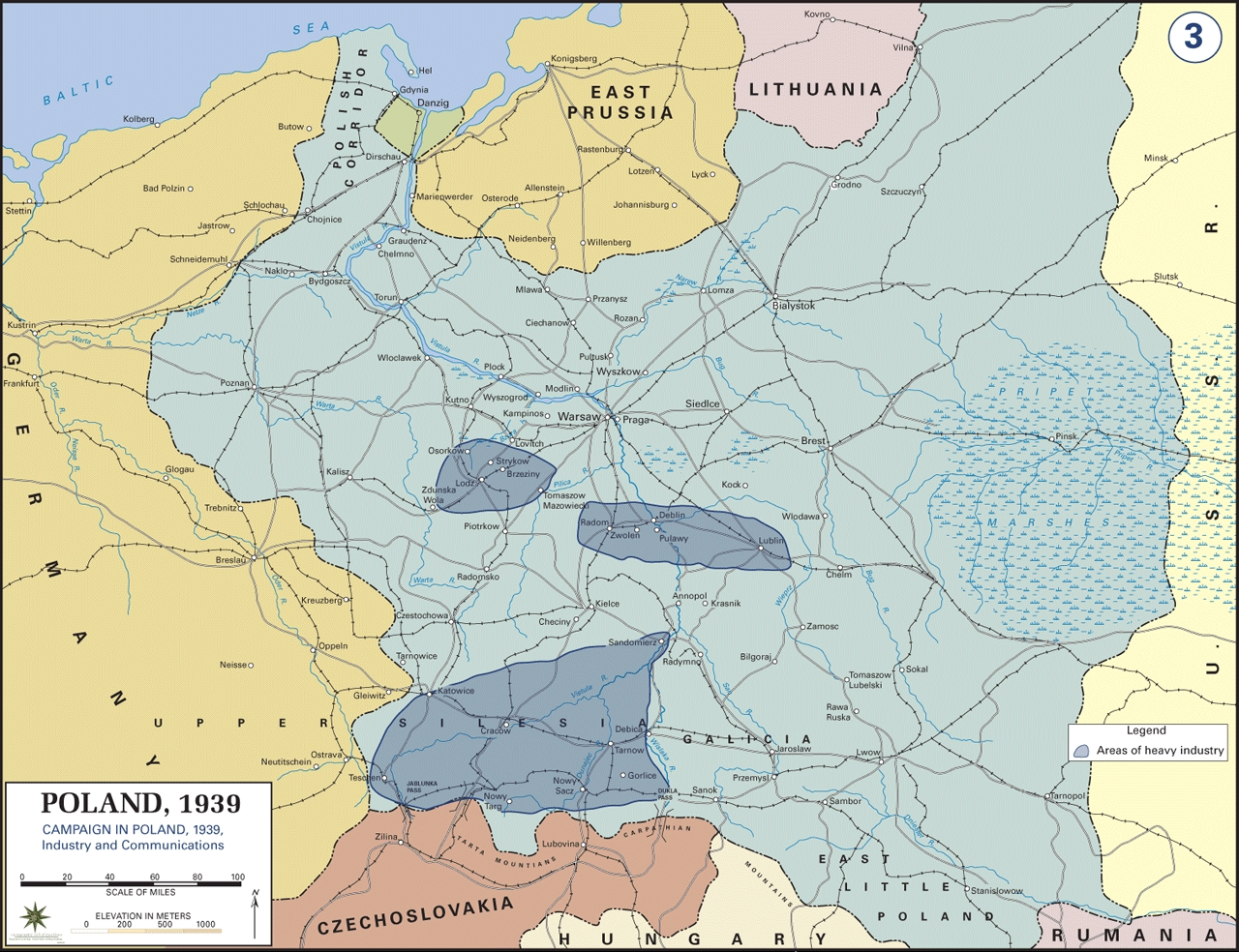
Voies ferrées et industries de la Pologne en 1939.

La situation de l'économie polonaise dans les années 1918-1939 était principalement déterminée par l'agriculture, pour le revenu national comme pour la création d'emploi. L'industrie était faible, et le développement de l'économie était tributaire des capitaux étrangers. Il y avait une surpopulation rurale et un chômage important. En général le  niveau de vie était faible, et il y avait une stagnation de l'économie. En 1934, pour sortir de l'impasse, la politique du gouvernement consista principalement à relancer la production industrielle et à augmenter le nombre de salariés, principalement par la construction de centres industriels. En 1931, 46 % du PIB provenait d'une seule région, la région autonome de Silésie, qui occupait 1 % de la surface de Pologne, et où résidait 3 % de la population. L'autre grande ressource était l'industrie pétrolière en Galicie, le « Bakou polonais », jusqu'à son annexion par l'URSS en 1939. Au cours de la Seconde Guerre mondiale, la Pologne souffrit de lourdes pertes. Les ravages de la guerre diminua les biens nationaux de 38 % par rapport à 1939.

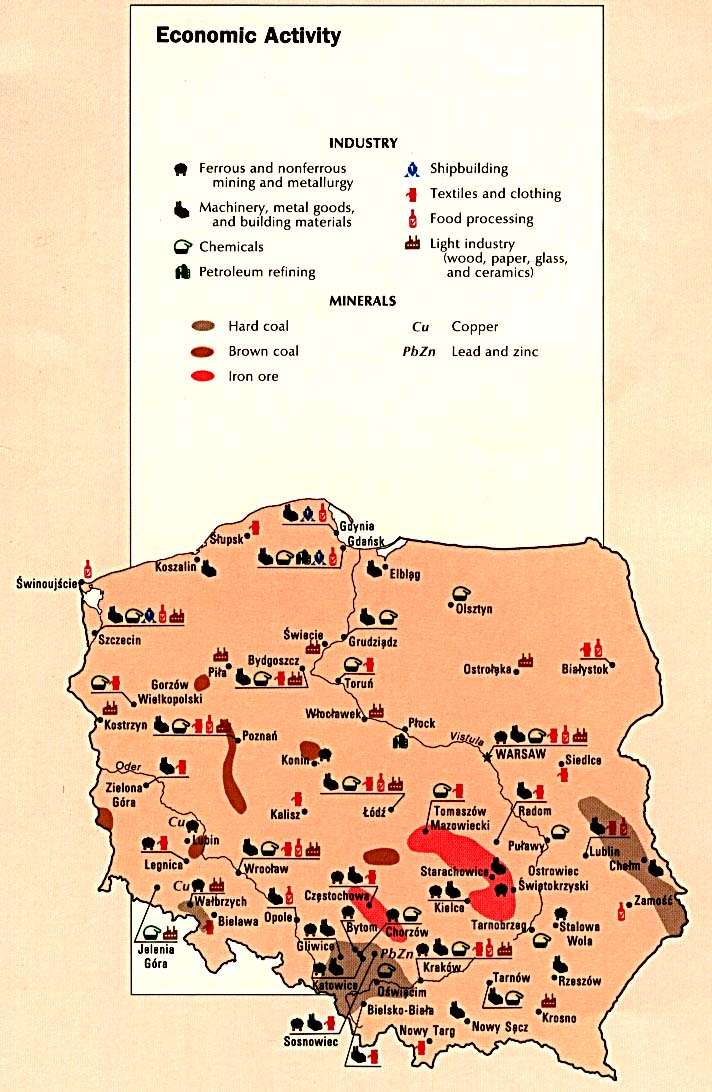
Économie de la Pologne en 1990.

### L'économie collectiviste (1945-1989)
Par les traités de 1945, la Pologne était à la fois amputée à l'est, au bénéfice de l'URSS, et agrandie à l'ouest, par les provinces prises à l'Allemagne : l'usage industriel de ces territoires exigea non seulement leur reconstruction, mais aussi le transfert sur ces sites de 5 millions de personnes provenant principalement de l'est. La prise de pouvoir par le Parti ouvrier unifié polonais entraîna un alignement sur le modèle communiste soviétique : à partir de 1944, l'industrie et l'agriculture furent nationalisées et l'État prit le monopole du commerce extérieur. Dorénavant, l'économie polonaise était fondée sur la propriété sociale des moyens de production et la planification économique, puis intégrée, avec les autres démocraties populaires, dans le système transnational du COMECON. Cependant, la collectivisation de l'agriculture en Pologne laissait subsister 2,7 millions de petites exploitations privées.

### De l'économie planifiée à l'économie de marché (1989-2007)
Le 12 septembre 1989, l'ancien dirigeant de Solidarność Tadeusz Mazowiecki forme le premier gouvernement polonais non communiste depuis la fin de la Seconde Guerre mondiale en Europe centrale et orientale. 
Vice-Premier ministre et ministre des Finances au sein de ce gouvernement, Leszek Balcerowicz met en œuvre une politique visant à assurer la transition de l'économie planifiée vers l'économie de marché. Ce plan — connu sous le nom de « thérapie de choc » — permet une rapide transition vers une économie de marché. Après une première phase difficile se caractérisant par une forte inflation, la dévaluation de la monnaie, des fermetures d'entreprises et une forte hausse du chômage, la Pologne renoue avec la croissance en 1993, puis connaît une amélioration progressive du niveau de vie de la population, permettant une augmentation de la consommation, une baisse de l'inflation, une stabilisation du zloty, une augmentation des échanges commerciaux et d'importants flux d'investissements directs étrangers.
Le 23 décembre 1991, après avoir initié cette politique, Leszek Balcerowicz, considéré comme le père des réformes économiques et le principal architecte de la profonde mutation de la Pologne au cours des années 1990, au sortir de quarante années d'économie planifiée, quitte son poste au ministère des Finances et est remplacé par Karol Lutkowski.
L'embellie de l'économie polonaise due à la « thérapie de choc » se poursuit jusqu'en 1997, avec cette année-là un taux de chômage passant sous la barre des 10 %. Puis, la Pologne connaît de nouveaux problèmes : après avoir dépassé le seuil des 20 % en 2004, le taux de chômage reste supérieur à 19 % au début de l'année 2005.
La Pologne a immuablement poursuivi une politique de libéralisation économique tout au long des années 1990, avec des résultats mitigés. La privatisation de petites et moyennes entreprises d'État et la promulgation d'une loi libérale pour encourager le développement du secteur privé d'affaires par de nouvelles entreprises ont été principalement à l'origine de la croissance économique enregistrée dès 1993 par le pays.
Le secteur agricole demeure cependant handicapé par les problèmes structurels : l'excédent de main-d'œuvre, la faible productivité des petites exploitations agricoles, et le manque d'investissements. La restructuration et la privatisation des « secteurs sensibles » (par exemple celui du charbon) a également été lente, mais les investissements étrangers récents dans les secteurs de l'énergie et de l'acier ont commencé à inverser la tendance.
Les réformes récentes dans les domaines de la Santé publique, de l'éducation, du système de pensions, et l'administration de l'État ont eu pour conséquence une pression fiscale accrue dans de plus grandes proportions que prévu. La résorption du déficit budgétaire, le contrôle de la politique monétaire, et surtout la baisse de l'inflation sont des priorités pour le gouvernement polonais.
La Pologne fait partie de l'Union européenne depuis 2004. Entre 2004 et 2014, la Pologne reçoit 85,2 milliards d'euros de l'UE, ce qui en fait le premier bénéficiaire des fonds nets des pays entrés au début des années 2000 ; cela permet notamment une modernisation du pays, du point de vue des infrastructures (autoroutes, chemins de fer, métro, etc.).
L’économie polonaise connaît une évolution favorable des indices macroéconomiques. Au 3e trimestre 2007, la croissance du PIB atteint 6,5 % et dépasse la moyenne de l’UE de 2,9 %. Ces résultats sont dus à une forte hausse des exportations, des investissements et de la production industrielle. Le taux de chômage baisse progressivement. Les salaires qui augmentent rapidement, une situation favorable sur le marché du travail et un bas taux d’intérêt conduisent à la croissance de consommation et des investissements potentiels. Au mois de novembre 2007, le salaire moyen brut dans le secteur du business atteint 3 092 PLN (865 EUR). En juin et juillet 2007, l'inflation atteint 3,6 %. Pendant les dix premiers mois de 2007, les exportations s'élèvent à plus de 83 milliards d'euros et, par rapport à 2006 à même époque, ont progressé de 14 %.

### Depuis 2007
En 2014, malgré la crise européenne, l'économie polonaise connaît l'un des plus forts taux de croissance de l'Union[réf. souhaitée], notamment en raison d'une main d'œuvre bon marché et des investissements étrangers (plus de dix milliards d'euros par an). Elle possède plusieurs atouts : « un solide réseau bancaire, des facilités de financement, une fiscalité attractive avec un taux d'impôt sur les sociétés à 19 % et un marché du travail flexible »,

## Secteur économique

### Secteur primaire
La Pologne possède d'importantes ressources fossiles, notamment du charbon et du lignite, qui se situent majoritairement dans le bassin de la Basse-Silésie et Haute-Silésie. La Pologne a produit 161 millions de tonnes de charbon en 2003. La Pologne extrait aussi du soufre dans la Voïvodie des Basses-Carpates, de l’argent, du cuivre, du zinc près de Katowice, du sel gemme près Cracovie, du plomb, du chrome, de la potasse et du nickel.
Quelques exploitations familiales extraient du pétrole brut avec des moyens artisanaux dans les environs de Lesko (à Ropienka notamment).

### Secteur secondaire
Le bassin houiller de la Haute-Silésie, notamment la conurbation de Katowice, est la grande région industrielle de Pologne, les charbonnages y sont associés à la sidérurgie et à la chimie. Les autres régions industrielles sont le centre portuaire de Gdańsk-Gdynia, la Basse-Silésie, la région de Łódź, de Cracovie et de Varsovie.

### Énergie
Le secteur énergétique polonais se caractérise par la prépondérance massive du charbon, qui en 2015 assurait 51 % de la consommation intérieure totale d'énergie primaire et 81 % de la production d'électricité.
Les efforts réalisés depuis la fin de l'ère communiste ont permis de réduire les émissions de dioxyde de carbone par habitant de 19 % entre 1990 et 2015. Elles restent encore élevées, atteignant 6,28 tonnes de CO2 par habitant en 2015 (contre 4,37 t/hab en France, 8,93 t/hab en Allemagne et une moyenne de 6,28 t/hab en Union européenne).
En 2022, le gouvernement polonais choisit le groupe américain Westinghouse Electric Company pour construire sa première centrale nucléaire, d'une puissance de 3 000 MW.

## Commerce extérieur
Avec l'effondrement du Conseil d'assistance économique mutuelle basé sur le rouble en 1991, la Pologne réorienta brusquement son commerce. Dès 1996, 70 % de son commerce se faisait avec des membres de l'Union européenne, et l'Allemagne voisine est aujourd'hui le partenaire commercial dominant de la Pologne. La Pologne adhéra à l'Union européenne en mai 2004. Avant cela, elle stimulait l'intégration et le commerce régional par l'Accord de libre-échange centre-européen, qui incluait la Hongrie, la République tchèque, la Slovaquie et la Slovénie. 
La majeure partie des importations de la Pologne sont des biens d'équipement requis pour le rééquipement de son industrie et des matières premières, plutôt que des importations pour la consommation. Par conséquent, un déficit est prévu mais devrait être considéré en tant que positif en ce moment[Quand ?]. La Pologne est un membre de l'Organisation mondiale du commerce et de l'Union européenne. Elle applique les tarifs externes communs de l'UE aux marchandises d'autres pays (y compris les États-Unis). La plupart des exportations polonaises vers les États-Unis bénéficient des prestations de tarif sous le Système généralisé de préférences). 
Les occasions pour le commerce et l'investissement perdurent à travers pratiquement tous les secteurs. La chambre de commerce américaine en Pologne, fondée en 1991 avec sept membres, a maintenant plus de 300 membres. La croissance potentielle économique forte, un grand marché intérieur, l'adhésion à l'UE et un niveau élevé de stabilité politique sont les raisons pour lesquelles les États-Unis et d'autres entreprises étrangères font des affaires en Pologne.

## Entreprises polonaises importantes
- PKN Orlen - Pétrochimie
- Telekomunikacja Polska (TP S.A) - Télécommunication
- Polskie Sieci Elektroenergetyczne - Entreprise d'énergie nationale
- PGNiG - Gaz naturel / Pétrole
- PKO BP - Banque
- PZU - Compagnie d'assurance
- Agora SA - Media
- PROKOM SA - Technologies de l'information et de la communication
- Bioton - Biotechnologie
- KGHM Polska Miedź - Mines de cuivre et d'argent
- Kompania Węglowa - Mines
- Grupa Lotos - Pétrochimie
- Polskie Koleje Państwowe (PKP) - Société nationale des chemins de fer
- Poczta Polska - Poste polonaise
- Cersanit - Marchandises en céramique
- Polnord - Immobilier
- TVN - Media
- Polimex-Mostostal - Ingénierie  et Construction
- Globe Trade Centre - Immobilier
- Elektrim - Utilités diversifiées / Service de téléphone portable
- Volkswagen Poznań - Automobile
- Fiat Poland - Branche polonaise de Fiat
- General Motors Poland - Automobile
- FSO - Automobile
- Bourse de Varsovie
- Tele-Fonika Kable - Fabricant de câbles